# Greg Searle
Pour les articles homonymes, voir Searle.
Greg Searle, né le 20 mars 1972 à Ashford, est un rameur d'aviron britannique. 

## Biographie
Greg Searle, son frère Jonathan et Garry Herbert remportent le titre olympique en deux avec barreur aux Jeux olympiques d'été de 1992. Quatre ans plus tard aux Jeux d'Atlanta, il est médaillé de bronze en quatre sans barreur avec Tim Foster, Jonathan Searle et Rupert Obholzer.
Aux Jeux olympiques de 2012, il fait partie de l'équipe britannique médaillée de bronze en huit.

## Palmarès

### Jeux olympiques
- 1992 à Barcelone,  Espagne
  -  Médaille d'or en deux barré
- 1996 à Atlanta,  États-Unis
  -  Médaille de bronze en quatre sans barreur
- 2000 à Sydney,  Australie
  - 4e en deux sans barreur
- 2012 à Londres,  Royaume-Uni
  -  Médaille de bronze en huit

### Championnats du monde
- 1991 à Vienne,  Autriche
  -  Médaille de bronze en huit
- 1993 à Račice,  Tchéquie
  -  Médaille d'or en deux avec barreur
- 1994 à Indianapolis,  États-Unis
  -  Médaille de bronze en quatre sans barreur
- 1995 à Tampere,  Finlande
  -  Médaille d'argent en quatre sans barreur
- 1997 à Aiguebelette,  France
  -  Médaille de bronze en skiff
- 2010 à Karapiro,  Nouvelle-Zélande
  -  Médaille d'argent en huit
- 2011 à Bled,  Slovénie
  -  Médaille d'argent en huit